# Dessartodontus rufigaster
Dessartodontus rufigaster là một loài tò vò trong họ Ichneumonidae.